# Pelényi Margit
Pelényi Margit, (Devecser, 1951. március 8. –) Ybl-díjas magyar építész, a Dél-Dunántúl kortárs építészetének meghatározó alakja, a Magyar Építőművészek Szövetsége Mesteriskolájának mestere.

## Életpályája
A pápai Petőfi Sándor Gimnáziumban érettségizett, majd 1975-ben szerzett diplomát a Budapesti Műszaki és Gazdaságtudományi Egyetem építészmérnöki karán. 1975-1979 között a zalaegerszegi Zalaterv, 1979-1980 között a szentlőrinci Költségvetési Üzem, majd 1990-ig a pécsi Baranyaterv munkatársaként dolgozott. 1989-1993 között a BÉTERV Kft. építésze, majd 1993-tól ennek jogutódja, a Du-Plan Kft. vezető tervezője.
Munkái elsősorban a dél-dunántúli régióban valósultak meg, de a kortárs építészet országosan elismert mesterei közé tartozik. Számos középületet tervezett, elsősorban a posta és a távközlési vállalat megbízásából, Tamásiban, Szekszárdon, Barcson és Keszthelyen. Egyetlen szakrális épülete a szentlőrinci ravatalozó. Oktatási épületei közül a legnagyobb visszhangot a mánfai Collegium Martineum, valamint a pécsváradi tanuszoda váltották ki, de terveket készített sajókazai Dr. Ámbédkár iskola új épületéhez is. Több lakóépület-együttese közül a Pécsen megvalósult szociális bérház-komplexum a legjelentősebb. Erről ő maga így nyilatkozott: „Úgy gondoltam, épületemmel tehetek egy gesztust a lakótelepiség felé: hiszen nem szükségszerű, hogy az a monotonitás, a sivárság, az embertelenség szinonimája legyen. Keresni kell olyan építészeti megoldást, amely a szűkös anyagi lehetőség ellenére is emberibb, szerethetőbb.”
Különösen érdeklik a szociális jellegű munkák. „Azt gondolom, ez rendkívül fontos terület. Ma Magyarországon, mi van ennél fontosabb? Ilyeneket örömmel csinálok. Ezerszer inkább, mint egy kétezredik, budapesti, üresen álló irodaházat. Az ember akkor örül a munkájának, ha azt érzi, hogy tényleg szükség van rá” – mondta erről. A délszláv háború után templomrekonstrukciókban vett részt, az Ormánságban református fiatalok, Pécs környéki falvakban fiatal roma házaspárok számára alakított át pusztuló parasztházakat, tervezett új épületeket.
2007-2011 között a Déldunántúli Építész Kamara vezetőségi tagja volt. 2008-tól a Mesteriskola mestere. 2006-ban Ybl-díjat kapott. Az indoklás szerint: „A dél-dunántúli tájegység egyik mértékadó építésze, akinek alkotásai – nagyságrendtől függetlenül - minden esetben az adott helynek és feladatnak megfelelő válaszok. Pelényi Margit munkásságában erős és jellegzetes elem a szociális érzékenység, ami elhivatott és áldozatos építészeti tevékenységgel párosul. Ezek mellett alkotó személyiségét az elmélyült szakmai tudás, az igényesség és határozottság ugyanúgy jellemzik. Mindezen vonások és képességek együttesének eredményeképpen épületei egyéni és eredeti karakterűek, korszerűek és értékállóak; finoman illeszkednek környezetükbe, legyen az táj, városi foghíj, kisváros vagy falu. Pelényi Margit építészeti munkássága bár a Dél-Dunántúlhoz kötődik, de személyes hangvételű, erőteljes és hiteles építészete országos szinten is példamutató, ismert és építészeti nívódíjjal is elismert.”
Pécsen él.

## Díjak, elismerések
- 1994. Az építészeti kultúráért I. díj a szentlőrinci ravatalozó épületéért (Baranya Megyei Önkormányzat díja)
- 1997. Pro Architectura díj – a szentlőrinci ravatalozó épületéért
- 1997. Az építészeti kultúráért II. díj a pécsváradi erdészeti központ épületéért (Baranya Megyei Önkormányzat díja)
- 1999. Az építészeti kultúráért I. díj a mánfai Collegium Martineum épületéért (Baranya Megyei Önkormányzat díja)
- 2006. Ybl Miklós-díj

## Megvalósult épületei
- 1977. Sajtüzem, Zalaegerszeg
- 1983. Kétszáz lakásos társasházak, Mohács, Belváros
- 1984. Szociális otthon, Máriagyűd
- 1985. Posta, Tamási
- 1986. Piac, Harkány
- 1986. Posta, rekonstrukció és bővítés, Szekszárd
- 1987. 16 lakásos foghíjbeépítés, Pécsvárad
- 1988. Iskolabővítés, Sásd
- 1990. Iskola, Veszprém-Gyulafirátót
- 1991. Posta Telefonközpont üzletház, Barcs
- 1992. Telefonközpont, Keszthely
- 1992. Ravatalozó, Szentlőrinc
- 1993. Telefonközpont, Dombóvár
- 1995. Sportcsarnok, Pécsvárad
- 1996. Erdészeti központ, Pécsvárad (Lukácsi Tamással)
- 1997. Erdészeti üdülő, Szántód
- 1998. Collegium Martineum, épületrekonstrukció, Mánfa
- 1999. Collegium Martineum, új épület, Mánfa
- 2000. Foghíjbeépítés, Pécs, Forbát utca
- 2002. Bevásárlóközpont, Hévíz (Pelényi Gyulával)
- 2003. 120 szociális bérlakás, Pécs
- 2004. Négylakásos társasház, Pécs, Ranics utca
- 2004. Laterum szálloda bővítése, Pécs
- 2005. 40 lakásos társasház, Pécs, Hungária utca
- 2005. Általános iskola bővítése, Hosszúhetény
- 2006. Tanuszoda, Pécsvárad
- 2006. Családi ház, Pécs
- 2006. Családi ház, Sopron
- 2010. A Laterum szálloda bővítése, Pécs
- 2010. Könyvtár, Siklós
- 2010. A Pécsi Kesztyű mintaboltja, Pécs
- 2011. Közösségi ház, Óbánya
- 2011. Cigány iskola, Sajókaza
- 2011. Fotográfus háza, Pécs-Tettye
- 2012. 118 lakásos társasház, első ütem, Pécs-Patacs
- 2012. Művelődési ház, Kővágószőlős

## Pályázatok
- 1997.	Szekszárd, Közlekedésfelügyelet új telephely I. helyezés
- 1999.	Pécsvárad kisegítő iskola és kollégium II. helyezés
- 1999.	Pécs – Kertváros 60 lakás I. helyezés
- 2000.	Pécs, 120 szociális bérlakás I. helyezés
- 2001.	Pécs, István akna hasznosítása II. helyezés
- 2001.	Pécs, Széchenyi tér harangláb(meghívásos pályázat)
- 2001.	Pécs, Káptalan utcai tornacsarnok(meghívásos pályázat)
- 2002.	Barcs, Sportuszoda II. helyezés
- 2002.	Siófok, Regionális könyvtár – megvétel
- 2003.	Pécs, 120 szociális bérlakás2. II. helyezés
- 2005.	Pécs, Művészeti Campus I. helyezés
- 2008.	Szombathely, Weöres Sándor Színház megújítása – megvétel
- 2009.	Szombathely, Weöres Sándor Színház megújítása meghívásos pályázat III. hely